# Black Canyon of the Gunnison National Park
Het Black Canyon of the Gunnison National Park is een nationaal park, in het westen van de Amerikaanse staat Colorado. Het beschermt 19 km van de 77 km lange kloof van de Gunnison River, een zijrivier van de Colorado River. De kloof is een van de diepste, smalste en langste kloven ter wereld. In 1933 werd het park opgericht als een beschermd nationaal monument en in 1999 werd het tot nationaal park uitgeroepen. Het wordt door de National Park Service beheerd.

## Externe link

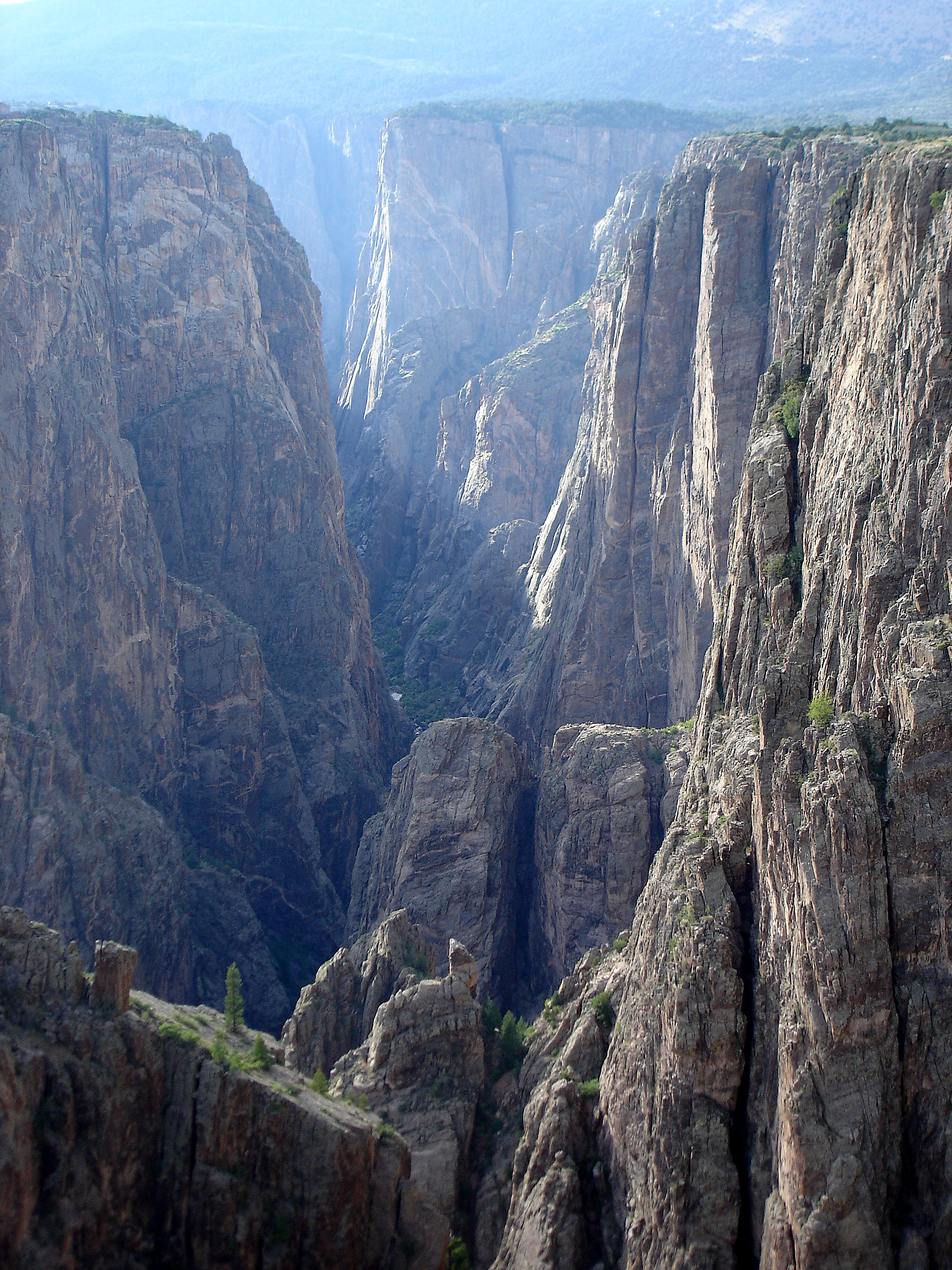
Black Canyon